# Eufriesea tucumana
Eufriesea tucumana är en biart som först beskrevs av Carlos Schrottky 1902.  Eufriesea tucumana ingår i släktet Eufriesea, tribus orkidébin, och familjen långtungebin. Inga underarter finns listade.